# Vnitrozemí
Vnitrozemí je geografická oblast zemského povrchu, která neobsahuje pobřeží zálivu, moře či oceánu. Opakem vnitrozemí je přímoří. Za vnitrozemí se mohou považovat oblasti, ve kterých již není patrný vliv moře či oceánu (prostřednictvím například jeho fauny, flóry, mořských proudů, (mikro)klimatu, salinity vodních par…). Význam pojmu vnitrozemí také přestupuje do přídavného jména vnitrozemské (podnebí, klima, počasí, rostliny, státy). Přibližným synonymem je slovo pevnina, vnitrozemím se však rozumí pevnina bez pobřežní oblasti.
Slovo vnitrozemí se též používá jako opak k pojmu pohraničí, nebo ve významu tuzemsko, tedy pro označení celého území daného státu nebo země. V takovém případě se tedy nevztahuje k zemi jakožto pevnině (kontinentu, ostrovu), ale k zemi jako státoprávnímu nebo etnografickému útvaru. Například vnitrozemským platebním či obchodním stykem se myslí styk v rámci jednoho státu. Ke vžitému (a přesnějšímu) adjektivu „vnitrostátní“ totiž neexistuje analogické substantivum.  

## Vnitrozemské státy
Vnitrozemský stát je z definice stát, který nemá pobřeží omývané nějakou částí světového oceánu (tedy např. Turkmenistán při pobřeží Kaspického moře je také vnitrozemský). Některé vnitrozemské státy ovšem leží natolik blízko pobřeží, že jejich území nebo jeho část lze označit jako přímořské (např. San Marino, jihovýchodní Moldavsko). Naopak řada přímořských států, zejména těch rozlehlých, má většinu území charakteru ryze vnitrozemského (např. Konžská dem. rep., Alžírsko, Súdán, Irák, Rumunsko, ale v zásadě např. i Rusko, USA, Brazílie nebo Čína).
The World Factbook uvádí 44 zemí a států, které jsou vnitrozemské; téměř všechny jsou v Africe, Evropě nebo Asii, a dva v Jižní Americe. Dále existují dva státy, které jsou tzv. dvojnásobně vnitrozemské (tj. sousedí opět pouze s vnitrozemskými státy) – Lichtenštejnsko a Uzbekistán.

## Vnitrozemská moře
Paradoxní spojení „vnitrozemské moře“ může označovat prehistorická moře nacházející se v místech dnešní pevniny (vnitrozemí), např. Velké vnitrozemské moře v Severní Americe nebo Paratethys v Evropě.
Dále může jít o nepřesnou variantu pojmu vnitřní moře.
Jako „vnitrozemské moře“ se též často označuje Kaspické moře, které sice nemá spojení s oceánem a z tohoto hlediska jde o obří jezero, avšak geologicky se o část oceánu jedná, byť izolovanou, neboť na jeho dně se nachází oceánský typ zemské kůry.